# Внешняя скоростная характеристика

Внешняя скоростная характеристика на примере 6-цилиндрового двигателя Porsche

Внешняя скоростная характеристика — широко применяемое в оценке эффективности работы любых вращающихся двигателей внутреннего сгорания графическое представление зависимости от частоты вращения таких их показателей как: эффективная мощность, эффективный крутящий момент, часовой и удельный расход топлива. Определение «внешняя» означает, что все вышеупомянутые показатели снимаются при полной подаче топлива в двигатель.

## На внешней скоростной характеристике выделяются следующие характеристики
- Nmax – максимальная (номинальная) мощность;
- nN – частота вращения коленчатого вала при максимальной мощности;
- Мmax – максимальный крутящий момент;
- nM – частота вращения коленчатого вала при максимальном крутящем моменте;
- nmin – минимальная частота вращения коленчатого вала, при которой двигатель работает устойчиво при полной подаче топлива;
- nmax – максимальная частота вращения.

## Для чего необходима данная характеристика?
Это необходимо для автоматического приспосабливания двигателя к возрастающему сопротивлению движения. Например, автомобиль двигается по горизонтальной дороге при максимальной мощности двигателя и начинает преодолевать подъем. Сопротивление дороги возрастает, скорость автомобиля и частота вращения коленчатого вала уменьшаются, а крутящий момент увеличивается, обеспечивая возрастание тяговой силы на ведущих колесах автомобиля. Чем больше увеличение крутящего момента при уменьшении частоты вращения, тем выше приспосабливаемость двигателя и тем меньше вероятность его остановки. Для бензиновых двигателей увеличение (запас) крутящего момента достигает 30 %, а у дизелей — 15 %.
В эксплуатации большую часть времени двигатели работают в диапазоне частот вращения nM—nN, при которых развиваются соответственно максимальные крутящий момент и эффективная мощность. Внешнюю скоростную характеристику двигателя строят по данным результатов его испытаний на специальном стенде. При испытаниях с двигателя снимают часть элементов систем охлаждения, питания и др. (вентилятор, радиатор, глушитель и др.), без которых обеспечивается его работа на стенде. Полученные при испытаниях мощность и крутящий момент приводят к нормальным условиям, соответствующим давлению окружающего воздуха 1 атм и температуре 15 °С. Эти мощность и момент называются стендовыми, и они указываются в технических характеристиках, инструкциях, каталогах, проспектах и т.п. В действительности мощность и момент двигателя, установленного на автомобиле, на 5 . 10 % меньше, чем стендовые. Это связано с установкой на двигатель элементов, которые были сняты при испытаниях (насос гидроусилителя, компрессор и др.). Кроме того, давление и температура при работе двигателя на автомобиле отличаются от нормальных.
При проектировании нового двигателя внешнюю скоростную характеристику получают расчетным способом, используя для этого специальные формулы. Однако действительную внешнюю скоростную характеристику получают только после изготовления и испытания двигателя.